# Norge vid världsmästerskapen i friidrott 2023
Norge tävlade vid världsmästerskapen i friidrott 2023 i Budapest i Ungern mellan den 19 och 27 augusti 2023.

## Medaljörer
| Medalj | Namn               | Gren                     | Datum      |
| ------ | ------------------ | ------------------------ | ---------- |
| Guld   | Karsten Warholm    | Herrarnas 400 meter häck | 23 augusti |
| Silver | Jakob Ingebrigtsen | Herrarnas 1 500 meter    | 23 augusti |
| Brons  | Narve Gilje Nordås | Herrarnas 1 500 meter    | 23 augusti |
| Guld   | Jakob Ingebrigtsen | Herrarnas 5 000 meter    | 27 augusti |

## Resultat
Norges trupp bestod av 27 idrottare.

### Herrar
Gång- och löpgrenar
| Idrottare                 | Gren           | Försöksheat | Försöksheat | Semifinal        | Semifinal        | Final            | Final            |
| Idrottare                 | Gren           | Resultat    | Placering   | Resultat         | Placering        | Resultat         | Placering        |
| ------------------------- | -------------- | ----------- | ----------- | ---------------- | ---------------- | ---------------- | ---------------- |
| Håvard Bentdal Ingvaldsen | 400 meter      | 44,39 0NR0  | 1 Q         | 44,70            | 7 q              | 45,08            | 6                |
| Ole Jakob Solbu           | 800 meter      | 1.51,66     | 8           | Gick inte vidare | Gick inte vidare | Gick inte vidare | Gick inte vidare |
| Jakob Ingebrigtsen        | 1 500 meter    | 3.33,94     | 1 Q         | 3.34,98          | 1 Q              | 3.29,65          | 2                |
| Narve Gilje Nordås        | 1 500 meter    | 3.34,67     | 5 Q         | 3.32,81          | 5 Q              | 3.29,68          | 3                |
| Henrik Ingebrigtsen       | 5 000 meter    | 13.38,80    | 13          | —                | —                | Gick inte vidare | Gick inte vidare |
| Jakob Ingebrigtsen        | 5 000 meter    | 13.36,21    | 3 Q         | —                | —                | 13.11,30         | 1                |
| Magnus Tuv Myhre          | 5 000 meter    | 13.36,36    | 11          | —                | —                | Gick inte vidare | Gick inte vidare |
| Narve Gilje Nordås        | 5 000 meter    | 13.36,55    | 8 Q         | —                | —                | 13.28,73         | 14               |
| Zerei Kbrom Mezngi        | 10 000 meter   | —           | —           | —                | —                | 28.30,76         | 18               |
| Sondre Nordstad Moen      | Maraton        | —           | —           | —                | —                | 2:13.12          | 23               |
| Karsten Warholm           | 400 meter häck | 48,76       | 2 Q         | 47,09            | 1 Q              | 46,89            | 1                |

Teknikgrenar
| Idrottare                | Gren          | Kval    | Kval      | Final            | Final            |
| Idrottare                | Gren          | Distans | Placering | Distans          | Placering        |
| ------------------------ | ------------- | ------- | --------- | ---------------- | ---------------- |
| Sondre Guttormsen        | Stavhopp      | 5,55    | =20       | Gick inte vidare | Gick inte vidare |
| Pål Haugen Lillefosse    | Stavhopp      | NM      | NM        | Gick inte vidare | Gick inte vidare |
| Ingar Bratseth-Kiplesund | Längdhopp     | 7,47    | 31        | Gick inte vidare | Gick inte vidare |
| Marcus Thomsen           | Kulstötning   | 19,97   | 21        | Gick inte vidare | Gick inte vidare |
| Eivind Henriksen         | Släggkastning | 75,37   | 9 q       | 77,06 0SB0       | 7                |
| Thomas Mardal            | Släggkastning | 73,13   | 16        | Gick inte vidare | Gick inte vidare |

Mångkamp – Tiokamp
| Idrottare       | Gren     | 100 m | Längd     | Kula  | Höjd | 400 m      | 110 m häck | Diskus     | Stav | Spjut | 1 500 m | Totalt | Placering |
| --------------- | -------- | ----- | --------- | ----- | ---- | ---------- | ---------- | ---------- | ---- | ----- | ------- | ------ | --------- |
| Markus Rooth    | Resultat | 10,84 | 7,62 0PB0 | 13,22 | 2,05 | 48,27 0PB0 | 14,47      | 48,78 0SB0 | 5,10 | 64,84 | 4.34,11 | 8 491  | 8         |
| Markus Rooth    | Poäng    | 897   | 965       | 681   | 822  | 896        | 915        | 845        | 941  | 811   | 718     | 8 491  | 8         |
| Sander Skotheim | Resultat | 10,89 | 7,80 0PB0 | 13,35 | 2,11 | 48,48      | 14,96      | 39,07      | 4,80 | 59,05 | 4.19,64 | 8 263  | 10        |
| Sander Skotheim | Poäng    | 885   | 1 010     | 689   | 906  | 886        | 854        | 646        | 849  | 724   | 814     | 8 263  | 10        |

### Damer
Gång- och löpgrenar
| Idrottare                 | Gren           | Försöksheat  | Försöksheat | Semifinal        | Semifinal        | Final            | Final            |
| Idrottare                 | Gren           | Resultat     | Placering   | Resultat         | Placering        | Resultat         | Placering        |
| ------------------------- | -------------- | ------------ | ----------- | ---------------- | ---------------- | ---------------- | ---------------- |
| Christine Bjelland Jensen | 200 meter      | 23,62        | 7           | Gick inte vidare | Gick inte vidare | Gick inte vidare | Gick inte vidare |
| Henriette Jæger           | 400 meter      | 51,33        | 4           | Gick inte vidare | Gick inte vidare | Gick inte vidare | Gick inte vidare |
| Hedda Hynne               | 800 meter      | 2.01,00 0SB0 | 4           | Gick inte vidare | Gick inte vidare | Gick inte vidare | Gick inte vidare |
| Amalie Sæten              | 1 500 meter    | 4.08,08 0PB0 | 11          | Gick inte vidare | Gick inte vidare | Gick inte vidare | Gick inte vidare |
| Kristine Eikrem Engeset   | 5 000 meter    | —            | —           | —                | —                | —                | —                |
| Karoline Bjerkeli Grøvdal | 5 000 meter    | 15.08,96     | 11          | —                | —                | Gick inte vidare | Gick inte vidare |
| Line Kloster              | 400 meter häck | 55,23        | 4 Q         | 55,43            | 7                | Gick inte vidare | Gick inte vidare |

Teknikgrenar
| Idrottare               | Gren          | Kval      | Kval      | Final            | Final            |
| Idrottare               | Gren          | Distans   | Placering | Distans          | Placering        |
| ----------------------- | ------------- | --------- | --------- | ---------------- | ---------------- |
| Lene Retzius            | Stavhopp      | 4,60 0SB0 | 15        | Gick inte vidare | Gick inte vidare |
| Beatrice Nedberge Llano | Släggkastning | 69,11     | 21        | Gick inte vidare | Gick inte vidare |
| Sigrid Borge            | Spjutkastning | 53,34     | 34        | Gick inte vidare | Gick inte vidare |